# Coming home
Coming Home és el vuitè disc d'estudi i de moment el darrer del cantant nord-americà de R&B Lionel Richie, que va aparèixer el 12 de setembre de 2006. Va debutar en el número 6 del Billboard, cosa que el convertia en el millor èxit des de Dancing on the Ceiling, del 1986. Se n'han venut més de mig milió de còpies a tot el món.
El videoclip del tema I Call It Love està interpretat amb la seva filla Nicole Richie.

## Llista de temes
1. "I Call It Love" – 3:18
2. "Sweet Vacation" – 3:54
3. "Why" – 4:00
4. "What You Are" – 4:12
5. "Up All Night" – 3:34
6. "I'm Coming Home" – 4:18
7. "All Around the World" – 3:33
8. "Outta My Head" – 3:13
9. "Reason To Believe" – 4:46
10. "I Love You" – 4:11
11. "I Apologize" – 3:37
12. "I'm Missing Her" – 3:57